# Peperomia rupicola
Peperomia rupicola är en pepparväxtart som beskrevs av C. Dc.. Peperomia rupicola ingår i släktet peperomior, och familjen pepparväxter. Inga underarter finns listade i Catalogue of Life.